# Wolfgang Loescher
Wolfgang Loescher (* 1967 in Krefeld) ist ein deutscher Möbelrestaurator und Historiker.
Wolfgang Loescher machte 1988–1991 eine Schreinerlehre und war danach im Möbelbau tätig. 1992–1996 absolvierte er eine Restauratorenausbildung am Germanischen Nationalmuseum Nürnberg. Zudem studierte er 1992–1998 Geschichte, Kunstgeschichte und Denkmalpflege in Erlangen und Bamberg (Abschluss M.A.). 1996–2003 war er Möbelrestaurator am Germanischen Nationalmuseum Nürnberg, eine Funktion, die er seit 2003 am Historischen Museum Basel wahrnimmt.
Wolfgang Loescher veröffentlichte grundlegende Arbeiten zur Geschichte des Schreinerhandwerks namentlich in der Frühen Neuzeit.

## Schriften (Auswahl)
- Ein „Boulle“-Möbel von Ferdinand Plitzner. Zuschreibung mit Hilfe von Konstruktions- und Boulle-Technik-Details. In: Restauro. Bd. 103, Nr. 7, 1997, S. 454–459.
- Veränderungen des Augsburger Kistlerhandwerks durch Überseeimporte im späten 16. und 17. Jahrhundert. In: Zeitschrift des Historischen Vereins für Schwaben. Bd. 92, 1999, ISSN 0342-3131, S. 55–73.
- mit Stefan Hess: Möbel in Basel. Meisterstücke und Meisterstückordnungen bis 1798. Mit einem Verzeichnis der zünftigen Schreiner und Holzbildhauer (= Schriften des Historischen Museums Basel. 16). Historisches Museum Basel, Basel 2007, ISBN 978-3-9523034-4-3.
- Zwischen Fürstenhof und Zunftgesellschaft. Der Basler Ebenist, Markgräfliche Baumeister und Hofschreiner Johannes Tschudy (1672–1736). In: Historisches Museum. Basel. Jahresbericht. 2007, ISSN 1013-6959, S. 13–25.
- mit Stefan Hess: Möbel in Basel. Kunst und Handwerk der Schreiner bis 1798 (= Schriften des Historischen Museums Basel. 18). Historisches Museum Basel, Basel 2012, ISBN 978-3-85616-545-1.
- mit Sabine Söll-Tauchert: Ein höfisches Möbel im bürgerlichen Basel? Der Kabinettschreibtisch für den Obervogt von Münchenstein – ein neu entdecktes Frühwerk von Johannes Tschudy. In: Historisches Museum. Basel. Jahresbericht. 2009, S. 45–61.
- Der Kunstschrank aus dem Museum Faesch. Sammlertum und Frömmigkeit um 1620 (= Basler Kostbarkeiten. 33). Historisches Museum Basel, Basel 2012, ISBN 978-3-9523739-6-5.
- mit Stefan Hess: Die „Maße zum Meisterstück“ der Basler Schreiner. In: Maß und Gewicht. Nr. 104, 2012, ISSN 0933-4246, S. 2591–2600.
- mit Stefan Hess: Weltklasse in Liestal. Die Kunstschreinerei Bieder (= Quellen und Forschungen zur Geschichte und Landeskunde des Kantons Basel-Landschaft, Bd. 98). Verlag des Kantons Basel-Landschaft, Liestal 2016, ISBN 978-3-85673-291-2.